# Fiorello Giraud
Fiorello Giraud (ur. 22 października 1870 w Parmie, zm. 28 marca 1928 tamże) – włoski śpiewak operowy, tenor.

## Życiorys
Był synem tenora Lodovico Girauda (1848–1882). Śpiewu uczył się początkowo u ojca, potem studiował w konserwatorium w Parmie. Zadebiutował na scenie w 1891 roku w Vercelli tytułową rolą w Lohengrinie. W 1892 roku wystąpił w Mediolanie jako Canio w prapremierowym przedstawieniu Pajaców. Gościnnie występował w Barcelonie, Lizbonie i Ameryce Południowej. W 1907 roku w La Scali wykonał partię Zygfryda w Zmierzchu bogów pod batutą Arturo Toscaniniego, na tej samej scenie w 1908 roku kreował rolę Peleasa we włoskiej premierze Peleasa i Melisandy.